# Гатчињски дворац
Гатчињски дворац (рус. Гатчинский дворец) је дворац који се налази у Гатчини, удаљен 45 километара од Санкт Петербурга. Изграђен је 1781. године.
Пројектовао га је италијански архитекта Антонио Риналди за грофа Григорија Орлова, љубавника царице Катарине Друге. Њих двоје су непосредно пре изградње дворца добили дете, 1762. године, Алексеја Григоријевича Бобринског. Гатчињски дворац се градио у периоду од 1766. до 1781. године, али Орлов је умро 1783. године, само две године након њеног завршетка. Касније је царица откупила имање од Орловљевих наследника и поклонила га сину, великом кнезу Павлу I Петровичу и од тада је то постало његово омиљено имање.
Дворац је имао трг за параде и Дворски парк с Грбавим мостом и дворану у којој је Павле организовао „витешку вртешку”. Гости су се вртели око стуба на дрвеним коњићима и трудили се копљем погодити циљ, велики висећи прстен или нацртану карикатуру Маура.

## Историја
Историја Гатчине почиње у 18. веку, када је цар Петар Велики указом наредио да се на овом месту подигне имање и поклонио га својој вољеној сестри Наталији Алексеевној. Након смрти принцезе мењао је неколико власника, док га царица Катарина Велика није поклонила свом миљенику грофу Грифорију Орлову. Тада на овом месту почиње интензивна градња. После смрти грофа Орлова, Гатчина је постала резиденција Павла  који је ту живео 18 година, Гатчини доделио статус града и посебан грб. Касније је град припадао Марији Фјодоровној, затим Николају , Александру II и Николају .
Овде се налази омиљена резиденција руских царева Павла I и Александра III.

## Архитектонске карактеристике
Палата Гачина је централни део, архитектонски и стилски симбол дворске и парковске целине. Архитекта Риналди, који је учествовао у пројектовању и изградњи палате, синтетизовао је типолошке карактеристике сличних грађевина, стварајући архитектонску фантазију на тему витешког ловачког замка. Неколико каснијих реконструкција палате није имало много утицаја на првобитни концепт.
Зграда палате се налази на узвишењу, доминира околним пејзажом. Северна фасада зграде је окренута ка парку и гледа на падину која се спушта до Сребрног језера, иза којег се простире дворски парк са огромним Белим језером. Јужна фасада палате својом масивношћу блокира поглед на парк, наглашавајући архитектонски изглед зграде.
Гледајући општи план палате, разликују се три главна дела. Централно тело је издужени правоугаоник, чији су углови спојени са две петостране петостране куле. На јужној страни централног блока, наспрам парка, налази се удубљење са три лука улазних врата и балконом који ствара игру волумена. Тело је повезано са два полукруга галерија са два троспратна блока скоро квадратне основе. Углови ходника су истакнути осмоугаоним трослојним кулама, од којих су две, уз галерије, употпуњене куполама. Распоред палате ствара осећај пластичности и целовитости зграде у целини. Сваки њен елемент посебно је појачан смењивањем проширених волумена и истурених кула.

### Унутрашњост палате
Постоје две главне фазе у стварању ентеријера Гатчињског двора. Оригинална декорација ентеријера палате настала је 1770-их и 1780-их година по нацрту главног архитекте палате Антонија Риналдија . Декорацију просторија палате, насталу у то време, одликовале су деликатне и префињене лајсне, као и паркет од племенитог дрвета. Зидови су били украшени стилизованим цвећем, воћем и изданцима биљака. Штукарске радове су извели вешти италијански мајстори.
Током 1790-их, унутрашњост палате је претрпела велико преуређење под управом Винченца Брена. Брена је урадио нову декорацију дворских сала, која је комбиновала строге античке архитектонске форме са барокним сјајем. Архитекта је преуредио класичне архитектонске елементе, лајсне, позлату, сложене орнаменталне композиције, драперије и таписерије. Неке собе је осликао сликар Скоти. У неким просторијама није промењена само декорација, већ и архитектонско извођење. Риналдијева декорација је сачувана само делимично.
Касније су неке од просторија такође преиначене. Године 1800. архитекта Захаров је завршио уређење дворске цркве, коју је започео Брена. У украшавању цркве учествовали су вајари Прокофјев, Брулов и сликари Шчербаков и Миропољски. Неке од просторија палате су преуређене 1860-их и 1870-их година, под руководством архитекте Кузмина.
Током Другог светског рата, 1944. године, пожар је уништио украсе свих дворских сала. Рестаурација ентеријера почела је 1976. године и траје до данас.

## Галерија
- Гатчињски дворац
- Дворски парк
- Гатчињски дворац
- Птичја перспектива
- Птичја перспектива (ноћу)
- Лево крило Гатчињског дворца
- Кула са сатом
- Бела хала
- Бела хала, друга перспектива
- Раскошна унутрашњост дворца
- Спаваћа соба
- Салон Гетчињског дворца